# Брикето (Торино)
Брикето је насеље у Италији у округу Торино, региону Пијемонт.
Према процени из 2011. у насељу је живело 32 становника. Насеље се налази на надморској висини од 202 м.